# Habenaria micheliana
Habenaria micheliana är en orkidéart som beskrevs av Roberto González Tamayo och Cuevas-figueroa. Habenaria micheliana ingår i släktet Habenaria och familjen orkidéer. Inga underarter finns listade i Catalogue of Life.